# إيدا هاولي
إيدا هاولي هي ممثلة كندية، ولدت في 26 أبريل 1876 في بيلفي في كندا، وتوفيت في 9 ديسمبر 1908 في نيويورك في الولايات المتحدة بسبب مرض.